# 段连城
段连城（1926年—1998年），男，云南昆明人，中华人民共和国翻译家、政治人物。

## 生平
1948年，毕业于美国密苏里大学新闻学院。1949年回国，在国际新闻局从事宣传工作。1951年，到朝鲜开城中国人民志愿军停战淡判代表团新闻处工作，负责同外国记者的联络事务，兼任《参考消息》编辑。1954年，参加中国出席日内瓦会议代表团新闻处工作，同年回国后，任《人民中国》编委。曾被借调参加英国工党领导人代表团、尼赫鲁总理代表团访华等重要外事活动的口、笔译工作。1956年加入中国共产党。1958年至1968年，在《北京周报》社从事编译工作，曾任编委、英文部主任；他与冯锡良、孟纪青被称为《北京周报》的三驾马车。1960年，跟随周恩来和陈毅为首的中华人民共和国代表团出访印度、缅甸、尼泊尔及阿富汗，负责文件译文定稿工作。1972年至1979年，主持《北京周报》中文编辑部工作。1980年任外文局副局长。1982年4月24日—1984年8月21日，担任局长，文化部党组成员，中央对外宣传小组成员，中国翻译工作者协会副会长等职。1984年11月离休后，任北京大学国际政治系兼职教授。1998年逝世。

## 译著
主要译著有下列各书英文版：《美国万花筒》，《对外传播学初探》，《大陆沧桑》等。